# 송정중학교 (서울)
송정중학교(松亭中學校)는 대한민국 서울특별시 강서구 공항동에 있는 공립 중학교이다.

## 학교 연혁
- 1991년 1월 21일 : 송정중학교 설립 인가
- 1991년 3월 1일 : 초대 신헌식 교장 취임
- 1991년 3월 5일 : 신입생 610명 입학(남 7학급, 여 5학급)
- 1991년 5월 16일 : 개교식
- 1994년 2월 14일 : 제1회 졸업식
- 2011년 3월 1일 : 제1기 서울형 혁신학교 운영(2015. 02. 28까지)
- 2023년 1월 5일 : 제30회 졸업식(56명)
- 2023년 3월 2일 : 제11대 유경수 교장 취임
- 2023년 3월 2일 : 제33회 입학식(72명)
- 2024년 3월 2일 : 제34회 입학식

## 참고 자료
- 송정중학교 - 한국교육학술정보원 학교알리미